# ایستگاه متروی مرزداران
ایستگاه متروی مرزداران یکی از ایستگاه‌های خط ۶ متروی تهران است که در بلوار مرزداران، تقاطع خیابان  سرسبز واقع شده‌است. این ایستگاه در ۲۵ اردیبهشت ۱۴۰۰ تأسیس شده‌است.